# Phyladelphus thalhammeri
Phyladelphus thalhammeri är en tvåvingeart som beskrevs av Becker 1910. Phyladelphus thalhammeri ingår i släktet Phyladelphus och familjen fritflugor. Inga underarter finns listade i Catalogue of Life.